# Пайде (волость)
Пайде (эст. Paide ) — бывшая волость в Эстонии в составе уезда Ярвамаа.

## Положение
Площадь волости — 300 км², численность населения на 1 января 2010 года составляло 1795 человек.
Административный центр волости — город Пайде. Помимо этого на территории волости находятся ещё 28 деревень.